# Pièce d'Inde
La vente des captifs d'Afrique Noire destinés aux colonies des puissances européennes du Nouveau Monde intervenait sur la base d’une pièce d’Inde, c'est-à-dire par référence à un homme de couleur d’environ vingt-cinq/trente ans, grand, robuste et en parfait état. Le moindre défaut comme une dent en moins ou tout simplement cassée faisait baisser le prix de cession du captif.

## Origine de cette référence
Initialement la pièce d’Inde était un morceau de cotonnade longue d’environ 4 mètres pour laquelle, selon l’usage, on obtenait un mâle de premier choix correspondant aux critères précités.
La formule « pièce d’Inde » finit par servir de valeur comptable de référence pour les ventes intervenant en Afrique Noire dans le cadre de la traite négrière atlantique.